# Мунація Планціна
Мунація Планціна (30 рік до н. е. — 33 рік н. е.) — давньоримська матрона, політичний діяч Римської імперії.

## Життєпис
Походила з роду нобілів Мунаціїв. Донька Луція Мунація Планка, консула 42 року до н. е. Дружина Гнея Кальпурнія Пізона, консула 7 року до н. е., мала від нього двох синів. Володіла значними статками і знатністю, відзначалася владним й зарозумілим характером. Була близькою подругою Лівії Друзілли, дружини Октавіана Августа.
У 18 році н. е. Планціна супроводжувала чоловіка до Сирії, намісником якої він був призначений. Тиберій розглядав Пізона як противагу Германіку, що мав на Сході верховний імперій. Планціна ж перебувала у поганих стосунках з Агрипіною, дружиною Германіка. Їх сварка була викликана Лівією. Взаємна ненависть Планціни і Агрипіни зіграла велику роль у розвитку конфлікту між їх подружжями. У Сирії Планціна дозволяла собі бути присутніми на військових навчаннях та вела серед легіонерів активну агітацію проти Германіка й Агрипіни. Надавала заступництво Вонону, вигнаному цареві Парфії та Вірменії.
У жовтні 19 року Германік тяжко захворів й помер при підозрілих обставинах. В його отруєнні були звинувачені Пізон й Планціна, в оточення якої входила якась Мартіна, відома як отруйниця. Отримавши звістку про смерть Германіка, Планціна, як і її чоловік, відкрито демонструвала свою радість. Після повернення до Риму Пізон і Планціна були притягнуті до суду за звинуваченням в образі величності та вбивстві Германіка. Завдяки підтримці Лівії Планціна була звільнена від покарання, хоча Пізон наклав на себе руки, вважаючи своє засудження вирішеним.
У 33 році, після смерті своєї покровительки Лівії та своєї суперниці Агрипіни, Планціна була вдруге притягнута до суду за звинуваченням у вбивстві Германіка й наклала на себе руки, не чекаючи вироку суду.

## Родина
Чоловік — Гней Кальпурній Пізон
Діти:
- Луцій (до того Гней) Кальпурній Пізон, консул 27 року н. е.
- Марк Кальпурній Пізон, легат у 18—19.